# District de Batken
Le district de Batken (en kirghize : Баткен району) un raion de la province de Batken dans le sud du Kirghizistan. Son chef-lieu est la ville de Batken. Sa superficie est de 5 948 km2, et 69 591 personnes y résidaient en 2009.
Il jouxte au nord et au sud le Tadjikistan ; à l'ouest s'étend le district de Leïlek, raion le plus occidental du pays, et à l'est le district de Kadamjaï, avec lesquels il forme la province de Batken. L'exclave tadjike de Voroukh occupe une partie de son territoire, tandis que l'exclave ouzbek de Sokh touche sa limite orientale.

## Communautés rurales et les villages
Le district de Batken est constitué de 9 communautés rurales (aiyl okmotu), qui regroupe chacune un ou plusieurs villages, :
1. Dara (villages Jangyryk, Tynyk-Suu, Kan, Tabylgy, Kayyngdy, Sary-Talaa, Korgon-Tash, Jangy-Jer, Chek)
2. Tert-Gyul (villages Ak-Ötök, Ak-Turpak, Zar-Tash, Chong-Kara, Chong-Talaa)
3. Kara-Bak (villages Kara-Bak, Dostuk, Kyzyl-Bel, Chet-Kyzyl)
4. Kara-Bulak (villages Bujum, Kara-Bulak)
5. Kyshtut (villages Tayan, Gaz, Kyshtut, Say, Sogment, Charbak)
6. Samarkandek (villages Samarkandyk, Jangy-Bak, Pasky-Aryk)
7. Ak-Say (villages Ak-Say, Kök-Tash, Üch-Döbö, Kapchygay, Tashtumshuk)
8. Ak-Tatyr (villages Ak-Tatyr, Ravat, Govsuvar)
9. Suu-Bashin (villages Boz-Adyr, Apkan, Bejey, Kara-Tokoy, Aygül-Tash)